# Remelhe
Remelhe is een plaats (freguesia) in de Portugese gemeente Barcelos en telt 1 410 inwoners (2001).